# 特征 (代数)
在数学中，環R的特征被定义为最小的正整数n使得對於所有R中的元素a，有
n a = 0
这里的na被定义为
a + ... + a，當中共有n个被加数。
如果不存在这样的n，R的特征被定义为0。R的特征经常用char(R)表示。
环R的特征可以等价的定义为唯一的自然数n使得nZ是映射1到1R的从Z到R的唯一的环同态的核。另一个等价的定义：R的特征是唯一的自然数n使得R包含同构于商环Z/nZ的子环。

## 整环的特征
当{\displaystyle R}是整环时，可证明特徵若非零则必为素数。此外，整环的特征在环扩张下不变。
最常考虑的例子是域的特征。零特征域与正特征域有截然不同的代数性质。零特征域必含{\displaystyle \mathbb {Q} }，而特征{\displaystyle p}的域必含{\displaystyle \mathbb {F} _{p}}，这是它们最小的子域，称为素域。